# Malta op het Eurovisiesongfestival 2014

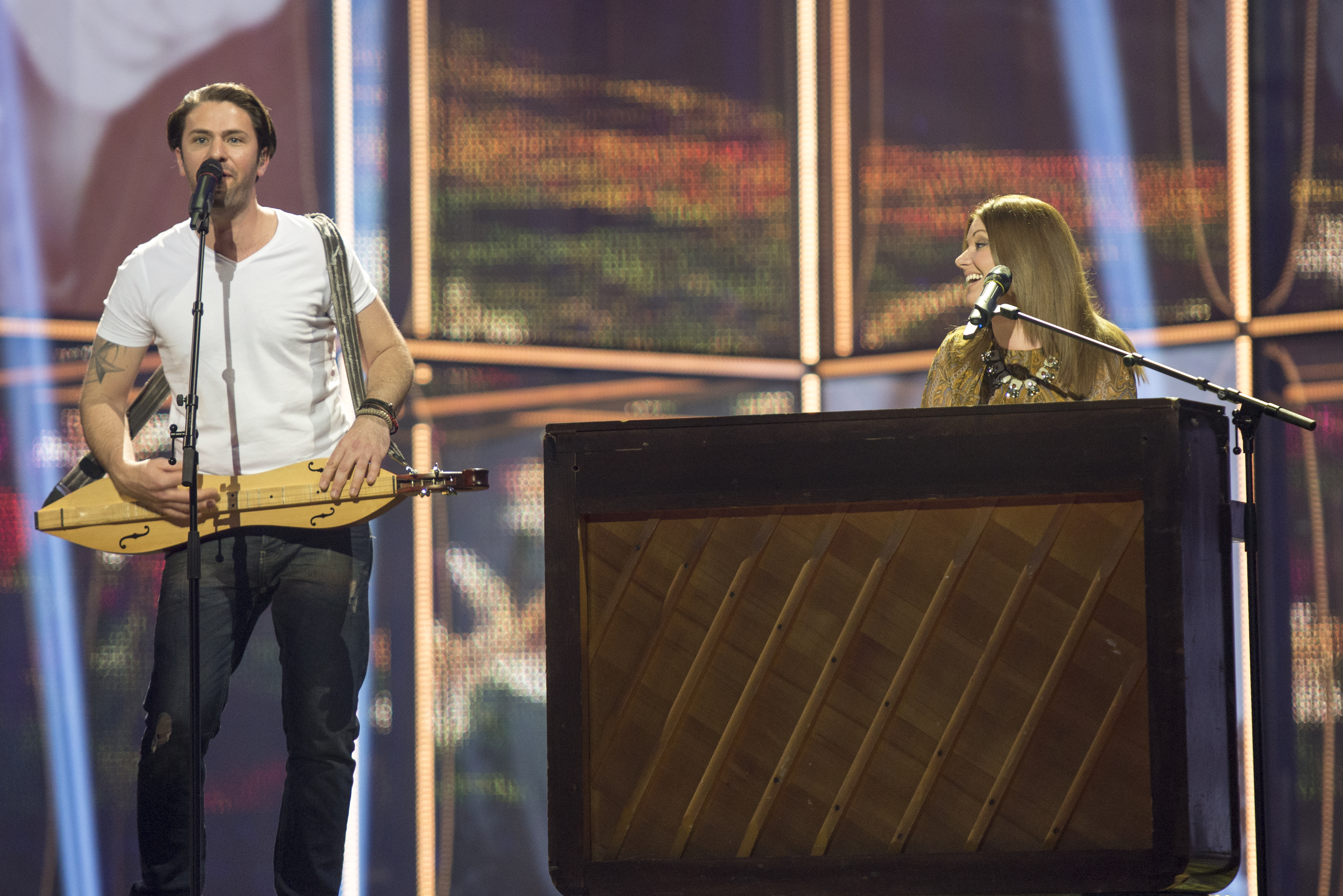
Firelight eindigde namens Malta op de 23ste plek in Kopenhagen

Malta nam deel aan het Eurovisiesongfestival 2014 in Kopenhagen, Denemarken. Het was de 27ste deelname van het land op het Eurovisiesongfestival. PBS was verantwoordelijk voor de Maltese bijdrage voor de editie van 2014.

## Selectieprocedure
Op 24 september 2013 maakte de Maltese openbare omroep bekend te zullen deelnemen aan de komende editie van het Eurovisiesongfestival. De selectieprocedure was dezelfde als de voorgaande jaren, via Malta Eurovision Song Contest. Er werden drie fasen doorlopen. In de eerste fase werden alle nummers die waren ingezonden, beoordeeld door een vakjury. De juryleden kregen een cd met alle nummers. Nummers die werden geselecteerd voor de volgende fase, moesten live gebracht worden voor de jury door de desbetreffende artiest. Ook deze fase werd achter gesloten deuren beslecht. De nummers mochten geschreven zijn door buitenlanders, maar de artiesten moesten over de Maltese nationaliteit beschikken. De regel dat de winnaars van de vorige vijf edities niet mochten deelnemen aan de nationale preselectie, werd afgeschaft. Dit jaar mocht enkel Gianluca Bezzina, winnaar in 2013, niet deelnemen. Na afloop van de inschrijvingsperiode meldde PBS dat het 210 bijdragen had ontvangen, 28 meer dan in 2013 en daarmee ook een absoluut record.
Door de jury werden uiteindelijk 20 nummers geselecteerd voor de nationale preselectie. Zij moesten allen aantreden tijdens de halve finale op 7 februari 2014. Veertien van hen gingen door naar de finale, die een dag later op het programma stond. De punten werden verdeeld door een vakjury en de televoters. De vakjury bestond uit vijf personen, die elk tussen de 1 en 12 punten mochten uitreiken. Deze vijf juryleden werden aangevuld met de televoters, die dezelfde punten mochten uitreiken en dus slechts instonden voor één zesde van het puntentotaal. Uiteindelijk kreeg Firelight de meeste punten, en mocht het aldus met het nummer Coming home Malta vertegenwoordigen op het Eurovisiesongfestival 2014.

## Malta Eurovision Song Contest 2014

### Halve finale
7 februari 2014
| Volgorde | Artiest           | Lied                    |
| -------- | ----------------- | ----------------------- |
| 1        | Amber             | Because I have you      |
| 2        | Chris Grech       | Oblivion                |
| 3        | Romina Mamo       | Addictive               |
| 4        | Jessika Muscat    | Hypnotica               |
| 5        | Andreana          | Now and forever         |
| 6        | Daniel Testa      | One last ride           |
| 7        | Raquel            | Invisible               |
| 8        | Fabrizio Faniello | Just no place like home |
| 9        | Wayne William     | Same kind of wonderful  |
| 10       | Ryan Paul Abela   | City lady               |
| 11       | Christabelle      | Lovetricity             |
| 12       | Pamela            | Take me                 |
| 13       | Sophie DeBattista | Let the sunshine in     |
| 14       | Franklin          | Love will take me home  |
| 15       | Miriam Christine  | Safe                    |
| 16       | Deborah C         | Until we meet again     |
| 17       | Firelight         | Coming home             |
| 18       | De Bee            | Pin in the middle       |
| 19       | Davinia           | Brand new day           |
| 20       | Corazon           | Ten                     |

### Finale
8 februari 2014
| Plaats | Artiest         | Lied                   | Jury | Publiek | Totaal |
| ------ | --------------- | ---------------------- | ---- | ------- | ------ |
| 1      | Firelight       | Coming home            | 56   | 7       | 63     |
| 2      | De Bee          | Pin the middle         | 38   | 8       | 46     |
| 3      | Daniel Testa    | One last ride          | 31   | 10      | 41     |
| 4      | Amber           | Because I have you     | 30   | 2       | 32     |
| 5      | Deborah C       | Until we meet again    | 28   | 0       | 28     |
| 6      | Pamela          | Take me                | 21   | 6       | 27     |
| 7      | Franklin        | Love will take me home | 20   | 5       | 25     |
| 8      | Christabelle    | Lovetricity            | 14   | 4       | 18     |
| 8      | Jessika Muscat  | Hypnotica              | 6    | 12      | 18     |
| 10     | Ryan Paul Abela | City lady              | 16   | 0       | 16     |
| 11     | Sophie          | Let the sunshine in    | 11   | 0       | 11     |
| 12     | Wayne William   | Some kind of wonderful | 9    | 0       | 9      |
| 13     | Chris Grech     | Oblivion               | 6    | 1       | 7      |
| 13     | Davinia         | Brand new day          | 4    | 3       | 7      |

## In Kopenhagen
Malta moest in Kopenhagen eerst aantreden in de tweede halve finale, op donderdag 8 mei. Firelight trad als eerste van vijftien acts op, gevolgd door Mei Finegold uit Israël. Bij het openen van de enveloppen bleek dat Malta zich had weten te plaatsen voor de finale. Na afloop van de finale werd duidelijk dat Firelight op de negende  plaats was geëindigd in de tweede halve finale, met 63 punten. Malta kreeg het maximum van twaalf punten van Macedonië.
In de finale trad Firelight als 22ste van 26 acts aan, net na András Kállay-Saunders uit Hongarije en gevolgd door Basim uit Denemarken. Aan het einde van de puntentelling stond Malta op de 23ste plaats, met 32 punten.